# Jamón del país
El jamón del país es un preparado de jamón de cerdo típico de la gastronomía peruana.

## Historia
Este jamón es originario del norte del actual Perú y data de inicios del Virreinato, cuando el cerdo fue introducido en América desde España. Aunque tiene otros usos, el jamón del país es utilizado principalmente para hacer butifarras.

## Características
Antes de su maceración el jamón es atado para que no se vaya a deshacer durante su cocción. Se elabora una preparado a base de comino, achiote, ají panca, orégano, pimienta, ajo y manteca, el cual se embadurna en todo el jamón y se deja en reposo para que los ingredientes penetren en la carne. Posteriormente el jamón es cocido en agua.